# 1309 av. J.-C.
Cette page concerne l'année 1309 av. J.-C. du calendrier julien proleptique.

## Évènements

### Proche-Orient
- Règne de Muwatalli II, roi des Hittites (fin en -1287).
- Muwatalli II se heurte dès le début de son règne à des difficultés et passera l’essentiel de son temps à défendre l’empire.
  - La révolte des Gasga prend de l’ampleur : ils ravagent la région de Hattusa (Muwatalli doit transférer la capitale Hittite vers le sud, à Tarhuntassa, en pays louvite) et franchissent le fleuve Halys jusqu’à Kanish. Après dix années de dévastations, Hattusili, le frère de Muwatalli, gouverneur du Pays-Haut, réussit à les écraser.
  - En Arzawa, une habile politique matrimoniale (mariage de la sœur de Muwatalli avec le roi Masturi) et de soutien envers la famille royale qu’il installe au pouvoir permet à Muwatalli d’éviter l’intervention militaire et lui assure des troupes contre l’Égypte.
  - Muwatalli II mène campagne vers le nord-ouest et conclut un traité de vassalité avec le roi Alaksandu de Wilusa, ce qui provoque un conflit avec les Ahhiyawa (peut-être les Achéens).
- Les souverains Ahhiyawa ont des relations d’égalité avec les rois hittites. Leur pays se serait situé sur la côte ouest de l’Anatolie (Milet, Troie), en Grèce, à Rhodes et peut-être en Crète.

## Arts & cultures
- Les sanctuaires du Hatti sont détruits par les Gasga, les cultes sont abandonnés.